# Structure pyramidale des ligues de football aux Pays-Bas

## Anciennes structures des championnats

### 1888-1954
- D1 : Nederlands landskampioenschap
- D2 et suivantes : Divisions amateurs

### 1954-1955
- D1 : Eerste klasse
- D2 et suivantes : Divisions amateurs

### 1955-1956
- D1 : Hoofdklasse
- D2 et suivantes : Divisions amateurs

### 1956-1971
- D1 : Eredivisie
- D2 : Eerste Divisie
- D3 : Tweede Divisie
- D4 et suivantes : Divisions amateurs

### 1971-1974
- D1 : Eredivisie
- D2 : Eerste Divisie
- D3 et suivantes : Divisions amateurs

### 1974-2010
- D1 : Eredivisie
- D2 : Eerste Divisie
- D3 : Hoofdklasse
- D4 et suivantes : Divisions amateurs

### 2010-2016
- D1 : Eredivisie
- D2 : Eerste Divisie
- D3 : Topklasse
- D4 : Hoofdklasse
- D5 et suivantes : Divisions amateurs

## Structure des championnats depuis 2016-2017
Le tableau ci-dessous montre la structure du système de football néerlandais en place depuis le 1er juillet 2016.
| Niveau | Nom                       | Nom                       | Nom                       | Division / Classe       | Division / Classe       | Division / Classe       | Division / Classe       | Division / Classe       | Division / Classe       | Division / Classe       | Division / Classe       | Division / Classe       | Division / Classe       | Division / Classe       | Division / Classe       | Division / Classe       | Division / Classe       | Division / Classe       | Division / Classe       | Division / Classe       | Division / Classe       | Division / Classe       | Division / Classe       | Division / Classe       | Division / Classe       | Division / Classe       | Division / Classe       |
| ------ | ------------------------- | ------------------------- | ------------------------- | ----------------------- | ----------------------- | ----------------------- | ----------------------- | ----------------------- | ----------------------- | ----------------------- | ----------------------- | ----------------------- | ----------------------- | ----------------------- | ----------------------- | ----------------------- | ----------------------- | ----------------------- | ----------------------- | ----------------------- | ----------------------- | ----------------------- | ----------------------- | ----------------------- | ----------------------- | ----------------------- | ----------------------- |
| 1      | Eredivisie                | Eredivisie                | Eredivisie                | Eredivisie 18 clubs     | Eredivisie 18 clubs     | Eredivisie 18 clubs     | Eredivisie 18 clubs     | Eredivisie 18 clubs     | Eredivisie 18 clubs     | Eredivisie 18 clubs     | Eredivisie 18 clubs     | Eredivisie 18 clubs     | Eredivisie 18 clubs     | Eredivisie 18 clubs     | Eredivisie 18 clubs     | Eredivisie 18 clubs     | Eredivisie 18 clubs     | Eredivisie 18 clubs     | Eredivisie 18 clubs     | Eredivisie 18 clubs     | Eredivisie 18 clubs     | Eredivisie 18 clubs     | Eredivisie 18 clubs     | Eredivisie 18 clubs     | Eredivisie 18 clubs     | Eredivisie 18 clubs     | Eredivisie 18 clubs     |
| 2      | Eerste Divisie            | Eerste Divisie            | Eerste Divisie            | Eerste Divisie 20 clubs | Eerste Divisie 20 clubs | Eerste Divisie 20 clubs | Eerste Divisie 20 clubs | Eerste Divisie 20 clubs | Eerste Divisie 20 clubs | Eerste Divisie 20 clubs | Eerste Divisie 20 clubs | Eerste Divisie 20 clubs | Eerste Divisie 20 clubs | Eerste Divisie 20 clubs | Eerste Divisie 20 clubs | Eerste Divisie 20 clubs | Eerste Divisie 20 clubs | Eerste Divisie 20 clubs | Eerste Divisie 20 clubs | Eerste Divisie 20 clubs | Eerste Divisie 20 clubs | Eerste Divisie 20 clubs | Eerste Divisie 20 clubs | Eerste Divisie 20 clubs | Eerste Divisie 20 clubs | Eerste Divisie 20 clubs | Eerste Divisie 20 clubs |
| 3      | Tweede Divisie            | Tweede Divisie            | Tweede Divisie            | Tweede Divisie 18 clubs | Tweede Divisie 18 clubs | Tweede Divisie 18 clubs | Tweede Divisie 18 clubs | Tweede Divisie 18 clubs | Tweede Divisie 18 clubs | Tweede Divisie 18 clubs | Tweede Divisie 18 clubs | Tweede Divisie 18 clubs | Tweede Divisie 18 clubs | Tweede Divisie 18 clubs | Tweede Divisie 18 clubs | Tweede Divisie 18 clubs | Tweede Divisie 18 clubs | Tweede Divisie 18 clubs | Tweede Divisie 18 clubs | Tweede Divisie 18 clubs | Tweede Divisie 18 clubs | Tweede Divisie 18 clubs | Tweede Divisie 18 clubs | Tweede Divisie 18 clubs | Tweede Divisie 18 clubs | Tweede Divisie 18 clubs | Tweede Divisie 18 clubs |
| 4      | Derde Divisie (Topklasse) | Derde Divisie (Topklasse) | Derde Divisie (Topklasse) | Zaterdag 16 clubs       | Zaterdag 16 clubs       | Zaterdag 16 clubs       | Zaterdag 16 clubs       | Zaterdag 16 clubs       | Zaterdag 16 clubs       | Zaterdag 16 clubs       | Zaterdag 16 clubs       | Zaterdag 16 clubs       | Zaterdag 16 clubs       | Zaterdag 16 clubs       | Zaterdag 16 clubs       | Zondag 16 clubs         | Zondag 16 clubs         | Zondag 16 clubs         | Zondag 16 clubs         | Zondag 16 clubs         | Zondag 16 clubs         | Zondag 16 clubs         | Zondag 16 clubs         | Zondag 16 clubs         | Zondag 16 clubs         | Zondag 16 clubs         | Zondag 16 clubs         |
| 5      | Hoofdklasse               | Hoofdklasse               | Hoofdklasse               | Zaterdag A 16 clubs     | Zaterdag A 16 clubs     | Zaterdag A 16 clubs     | Zaterdag A 16 clubs     | Zaterdag A 16 clubs     | Zaterdag A 16 clubs     | Zaterdag B 16 clubs     | Zaterdag B 16 clubs     | Zaterdag B 16 clubs     | Zaterdag B 16 clubs     | Zaterdag B 16 clubs     | Zaterdag B 16 clubs     | Zondag A 16 clubs       | Zondag A 16 clubs       | Zondag A 16 clubs       | Zondag A 16 clubs       | Zondag A 16 clubs       | Zondag A 16 clubs       | Zondag B 16 clubs       | Zondag B 16 clubs       | Zondag B 16 clubs       | Zondag B 16 clubs       | Zondag B 16 clubs       | Zondag B 16 clubs       |
| 6      | Eerste Klasse             | Eerste Klasse             | Eerste Klasse             | West I                  | West I                  | West I                  | West I                  | West II                 | West II                 | West II                 | West II                 | Zuid I                  | Zuid I                  | Zuid I                  | Zuid I                  | Zuid II                 | Zuid II                 | Zuid II                 | Zuid II                 | Oost                    | Oost                    | Oost                    | Oost                    | Noord                   | Noord                   | Noord                   | Noord                   |
| 6      | Eerste Klasse             | Eerste Klasse             | Eerste Klasse             | Zat.1A 14 clubs         | Zat.1A 14 clubs         | Zon.1A 14 clubs         | Zon.1A 14 clubs         | Zat.1B 14 clubs         | Zat.1B 14 clubs         | Zon.1B 14 clubs         | Zon.1B 14 clubs         | Zat.1C 14 clubs         | Zat.1C 14 clubs         | Zon.1C 14 clubs         | Zon.1C 14 clubs         | Zon.1D 14 clubs         | Zon.1D 14 clubs         | Zon.1D 14 clubs         | Zon.1D 14 clubs         | Zat.1D 14 clubs         | Zat.1D 14 clubs         | Zon.1E 14 clubs         | Zon.1E 14 clubs         | Zat.1E 14 clubs         | Zat.1E 14 clubs         | Zon.1F 14 clubs         | Zon.1F 14 clubs         |
| 7      | Tweede Klasse             | Tweede Klasse             | Tweede Klasse             | West I                  | West I                  | West I                  | West I                  | West II                 | West II                 | West II                 | West II                 | Zuid I                  | Zuid I                  | Zuid I                  | Zuid I                  | Zuid II                 | Zuid II                 | Zuid II                 | Zuid II                 | Oost                    | Oost                    | Oost                    | Oost                    | Noord                   | Noord                   | Noord                   | Noord                   |
| 7      | Tweede Klasse             | Tweede Klasse             | Tweede Klasse             | 2 groupes               | 2 groupes               | 2 groupes               | 2 groupes               | 2 groupes               | 2 groupes               | 2 groupes               | 2 groupes               | 2 groupes               | 2 groupes               | 2 groupes               | 2 groupes               | 2 groupes               | 2 groupes               | 2 groupes               | 2 groupes               | 4 groupes               | 4 groupes               | 4 groupes               | 4 groupes               | 4 groupes               | 4 groupes               | 4 groupes               | 4 groupes               |
| 8      | Derde Klasse              | Derde Klasse              | Derde Klasse              | West I                  | West I                  | West I                  | West I                  | West II                 | West II                 | West II                 | West II                 | Zuid I                  | Zuid I                  | Zuid I                  | Zuid I                  | Zuid II                 | Zuid II                 | Zuid II                 | Zuid II                 | Oost                    | Oost                    | Oost                    | Oost                    | Noord                   | Noord                   | Noord                   | Noord                   |
| 8      | Derde Klasse              | Derde Klasse              | Derde Klasse              | 4 groupes               | 4 groupes               | 4 groupes               | 4 groupes               | 4 groupes               | 4 groupes               | 4 groupes               | 4 groupes               | 4 groupes               | 4 groupes               | 4 groupes               | 4 groupes               | 2 groupes               | 2 groupes               | 2 groupes               | 2 groupes               | 8 groupes               | 8 groupes               | 8 groupes               | 8 groupes               | 8 groupes               | 8 groupes               | 8 groupes               | 8 groupes               |
| 9      | Vierde Klasse             | Vierde Klasse             | Vierde Klasse             | West I                  | West I                  | West I                  | West I                  | West II                 | West II                 | West II                 | West II                 | Zuid I                  | Zuid I                  | Zuid I                  | Zuid I                  | Zuid II                 | Zuid II                 | Zuid II                 | Zuid II                 | Oost                    | Oost                    | Oost                    | Oost                    | Noord                   | Noord                   | Noord                   | Noord                   |
| 9      | Vierde Klasse             | Vierde Klasse             | Vierde Klasse             | 15 groupes              | 15 groupes              | 15 groupes              | 15 groupes              | 9 groupes               | 9 groupes               | 9 groupes               | 9 groupes               | 12 groupes              | 12 groupes              | 12 groupes              | 12 groupes              | 8 groupes               | 8 groupes               | 8 groupes               | 8 groupes               | 12 groupes              | 12 groupes              | 12 groupes              | 12 groupes              | 8 groupes               | 8 groupes               | 8 groupes               | 8 groupes               |
| 10     | Vijfde Klasse             | Vijfde Klasse             | Vijfde Klasse             | West I                  | West I                  | West I                  | West I                  | West II                 | West II                 | West II                 | West II                 | Zuid I                  | Zuid I                  | Zuid I                  | Zuid I                  | Zuid II                 | Zuid II                 | Zuid II                 | Zuid II                 | Oost                    | Oost                    | Oost                    | Oost                    | Noord                   | Noord                   | Noord                   | Noord                   |
| 10     | Vijfde Klasse             | Vijfde Klasse             | Vijfde Klasse             | 5 groupes               | 5 groupes               | 5 groupes               | 5 groupes               |                         |                         |                         |                         | 4 groupes               | 4 groupes               | 4 groupes               | 4 groupes               | 9 groupes               | 9 groupes               | 9 groupes               | 9 groupes               | 8 groupes               | 8 groupes               | 8 groupes               | 8 groupes               | 11 groupes              | 11 groupes              | 11 groupes              | 11 groupes              |